# Kelmayisaurus
Kelmayisaurus is een geslacht van vleesetende theropode dinosauriërs, behorend tot de groep van de Tetanurae, dat tijdens het Krijt leefde in het gebied van de huidige Volksrepubliek China.

## Naamgeving en vondst
De typesoort Kelmayisaurus petrolicus werd in 1973 benoemd door Dong Zhiming. De geslachtsnaam is afgeleid van de aardolieproducerende stad Karamay in de provincie Sinkiang, waar het dier gevonden is tijdens opgravingen vanaf 1964. De soortaanduiding verwijst naar de olie.
Het fossiel, holotype IVPP V.4022, is bij Wuerho gevonden in lagen van de Lianmuginformatie, Aptien-Albien. Het bestaat uit een stuk linkermaxilla, een stuk quadratum en de voorkant van een linkeronderkaak.
In 1992 werd door Dong een Kelmayisaurus sp. vermeld gebaseerd een stuk onderkaakbeen in 1988 gevonden in de Ejinhoroformatie van Binnen-Mongolië. Algemeen wordt betwijfeld of het werkelijk om hetzelfde geslacht gaat.
In 1993 werd de naam "Kelmayisaurus gigantus" gepubliceerd in het populair-wetenschappelijke boek The Dinosaur Project van Wayne Grady, voor een stuk ruggengraat gevonden door Dong dat maar liefst tweeëntwintig meter lang zou zijn wat het dier tot verreweg grootste bekende theropode zou maken. Het ging vermoedelijk echter om een verwisseling met de resten van een sauropode. De naam K. gigantus is daarbij een nomen nudum gebleven, een onbeschreven naam. Overigens is "gigantus" geen bestaand bijvoeglijk naamwoord in het Latijn; de correcte vorm zou gigas of giganteus geweest zijn.
Vanwege de slechte conservering en de schamelheid van het fossiel werd Kelmayisaurus meestal als een nomen dubium beschouwd, een onbepaalde theropode. In 2010 echter stelde een publicatie dat de verwantschapen nauwer bepaald konden worden tot de Megalosauroidea en dat een nieuwe studie mogelijkerwijs de geldigheid van de soort zou kunnen vaststellen. In 2011 publiceerde Stephen Brusatte een nieuwe studie over Kelmayisaurus. Hierin werd één uniek afgeleid kenmerk ofwel autapomorfie gevonden. Hieruit werd geconcludeerd dat Kelmayisaurus een valide taxon was, geen nomen dubium.

## Beschrijving

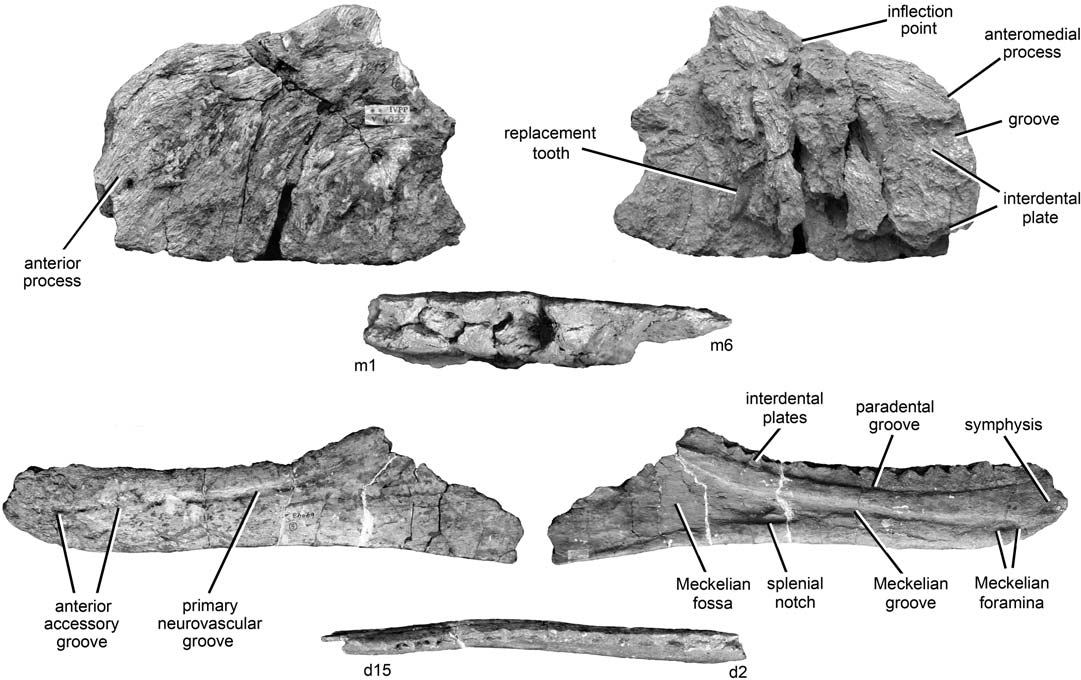
Het bovenkaaksbeen en het dentarium

Het stuk dentarium heeft een lengte van 523 millimeter. Hieruit wordt door de beschrijvers een lichaamslengte afgeleid die ongeveer 5 % hoger ligt dan die van volwassen exemplaren van Allosaurus, een soort die in uitzonderlijke gevallen tien tot twaalf meter lang kan worden en vaak acht meter haalt.
De autapomorfie bestaat uit het bezit van een diepe secundaire groeve op de buitenste zijkant van de voorkant van de onderkaak.
Verder toont Kelmayisaurus nog een unieke combinatie van op zich bij zijn verwanten niet unieke kenmerken: het bezit van interdentaalplaten tussen de tanden van de bovenkaak die meer dan tweemaal zo hoog zijn als breed; een ver naar voren uitstekende voorste tak van de maxilla; het ontbreken van een "kin" op de onderkaak.
De interdentaalplaten zijn vergroeid. In het stuk bovenkaak zijn nog zes lege tandkassen zichtbaar; in het bot was een vervangingstand van zeven centimeter lengte aanwezig. De onderkaak toont vijftien tandkassen en het totaal bedroeg vermoedelijk zestien.

## Fylogenie
Een kladistische analyse als deel van de studie van 2011 had tot resultaat dat het een basaal lid van de Carcharodontosauridae betrof, pas de tweede soort uit die groep die in Azië kon worden geïdentificeerd na Shaochilong. De precieze verwantschapsrelatie met de basale carcharodontosauride Eocarcharia en de meer afgeleide Carcharodontosauridae kon niet worden vastgesteld. Door het gebrek aan gegevens is de positie van Kelmayisaurus niet sterk ondersteund; als slechts één enkel kenmerk anders was geweest zou dit een plaats in de Megalosauridae of de Coelurosauria opgeleverd hebben.